# Go Ahead Eagles
Go Ahead Eagles är en fotbollsklubb från Deventer i Nederländerna som spelar i Eredivisie. Klubben grundades 1902 som Be Quick. 1905 togs namnet Deventer Voetbalvereniging Go Ahead, som 1971 byttes tillbaka till det nuvarande namnet.

## Placering senaste säsonger
| Säsong  | Nivå | Liga           | Placering | Referens | Kommentar                      |
| ------- | ---- | -------------- | --------- | -------- | ------------------------------ |
| 2010/11 | 2    | Eerste Divisie | 7         | [ 1 ]    |                                |
| 2011/12 | 2    | Eerste Divisie | 9         | [ 2 ]    |                                |
| 2012/13 | 2    | Eerste Divisie | 6         | [ 3 ]    | Uppflyttad till Eredivisie     |
| 2013/14 | 1    | Eredivisie     | 13        | [ 4 ]    |                                |
| 2014/15 | 1    | Eredivisie     | 17        | [ 5 ]    | Nedflyttad till Eerste Divisie |
| 2015/16 | 2    | Eerste Divisie | 5         | [ 6 ]    | Uppflyttad till Eredivisie     |
| 2016/17 | 1    | Eredivisie     | 18        | [ 7 ]    | Nedflyttad till Eerste Divisie |
| 2017/18 | 2    | Eerste Divisie | 17        | [ 8 ]    |                                |
| 2018/19 | 2    | Eerste Divisie | 5         | [ 9 ]    |                                |
| 2019/20 | 2    | Eerste Divisie | 6         | [ 10 ]   |                                |
| 2020/21 | 2    | Eerste Divisie | 2         | [ 11 ]   | Uppflyttad till Eredivisie     |
| 2021/22 | 1    | Eredivisie     | 14        | [ 12 ]   |                                |

## Spelare

### Spelartrupp
| Nr | Land          | Pos | Namn                       |
| -- | ------------- | --- | -------------------------- |
| 1  | Surinam       | MV  | Warner Hahn                |
| 2  | Nederländerna | F   | Boyd Lucassen              |
| 3  | Tyskland      | F   | Gerrit Nauber              |
| 4  | Nederländerna | F   | Joris Kramer (lån från AZ) |
| 5  | Nederländerna | F   | Bas Kuipers (lagkapten)    |
| 6  | Nederländerna | MF  | Jay Idzes                  |
| 7  | Nederländerna | A   | Martijn Berden             |
| 8  | Nederländerna | MF  | Luuk Brouwers              |
| 9  | Sverige       | A   | Isac Lidberg               |
| 10 | Belgien       | MF  | Philippe Rommens           |
| 11 | Nederländerna | A   | Ragnar Oratmangoen         |
| 16 | Nederländerna | MV  | Sven Jansen                |
| 17 | Skottland     | A   | Frank Ross                 |
| 18 | Nederländerna | A   | Sam Crowther               |

| Nr | Land          | Pos | Namn                                     |
| -- | ------------- | --- | ---------------------------------------- |
| 19 | Tyskland      | A   | Ogechika Heil (lån från Hamburg)         |
| 20 | Nederländerna | F   | Mats Deijl                               |
| 21 | Spanien       | A   | Iñigo Córdoba (lån från Athletic Bilbao) |
| 23 | Nederländerna | MV  | Andries Noppert                          |
| 24 | Komorerna     | MF  | Yacine Bourhane                          |
| 26 | Nederländerna | F   | Justin Bakker                            |
| 27 | Zambia        | A   | Jacob Mulenga                            |
| 29 | Spanien       | A   | Marc Cardona (lån från Osasuna)          |
| 30 | Grekland      | MF  | Giannis-Fivos Botos (lån från AEK Aten)  |
| 31 | Nederländerna | MV  | Job Schuurman                            |
| -  | Nederländerna | MF  | Michalis Spiridakis                      |
| -  | Nederländerna | MF  | Quiermo Dumay                            |
| -  | Nederländerna | F   | Turan Tuzlacik                           |
| -  | Nederländerna | MF  | Zakaria Eddahchouri                      |

### Kända spelare
- Bert van Marwijk
- Paul Bosvelt
- Marc Overmars
- Michel Boerebach
- Rence van der Wal
- Mathias Ranégie